# Октябрьская, Елена Вячеславовна
Елена Вячеславовна Октябрьская (род. 5 сентября 1964 года) — мастер спорта СССР международного класса (скоростное плавание).

## Карьера
Восьмикратный чемпион мира. Шестикратный чемпион Европы. Неоднократный призёр национальных чемпионатов.
После ухода из большого спорта занялась спортивной медициной. Сотрудничает с Федерацией подводного спорта России и сборной России по подводным видам спорта.
Главный врач городского врачебно-физкультурного диспансера г. Новосибирска. Кандидат медицинских наук — в 2005 году защитила кандидатскую диссертацию на тему «Анестезиологическое обеспечение преждевременных родов методом сакральной анестезии».